# Ulu Muar
Ulu Muar (o simplement Muar o Moar) abans Ulu Pahang (que vol dir Pahang Interior), fou un estat de Negeri Sembilan sorgit a la meitat del segle xviii sota sobirania de Johol. La capital fou Batu Rikir. Els sobirans portaven el títol de Datuk Penghulu Luak Ulu Muar. Es coneixen els sobirans fins a 1966 però no les dades de regnat excepte alguna aïllada.

## Llista de sobirans
- Datuk Naam bin Khatib Akhir
- Datuk Mindek
- Datuk Mopeng
- Datuk Ajong
- Datuk Jaalam
- Datuk Talun
- Datuk Bongkok Abdul Malik vers 1824-1839
- Datuk Sidin
- Datuk Hashim
- Datuk Jailani vers 1966